# Beast Loose in Paradise
Beast Loose in Paradise este un cântec al formației Lordi, pe care trupa l-a creat pentru filmul horror al lor Dark Floors. Cântecul a fost lansat ca single pe 9 ianuarie 2008.

## Lista pieselor
1. Beast Loose in Paradise (Radio Edit) (3:09)
2. Beast Loose in Paradise (Dark Floors Version)